# 西藏对叶黄堇
西藏对叶黄堇（学名：Corydalis tibeto-oppositifolia）为罂粟科紫堇属下的一个种。

## 扩展阅读
- 維基物種上的相關：西藏对叶黄堇